# 가스 텅스텐 아크 용접

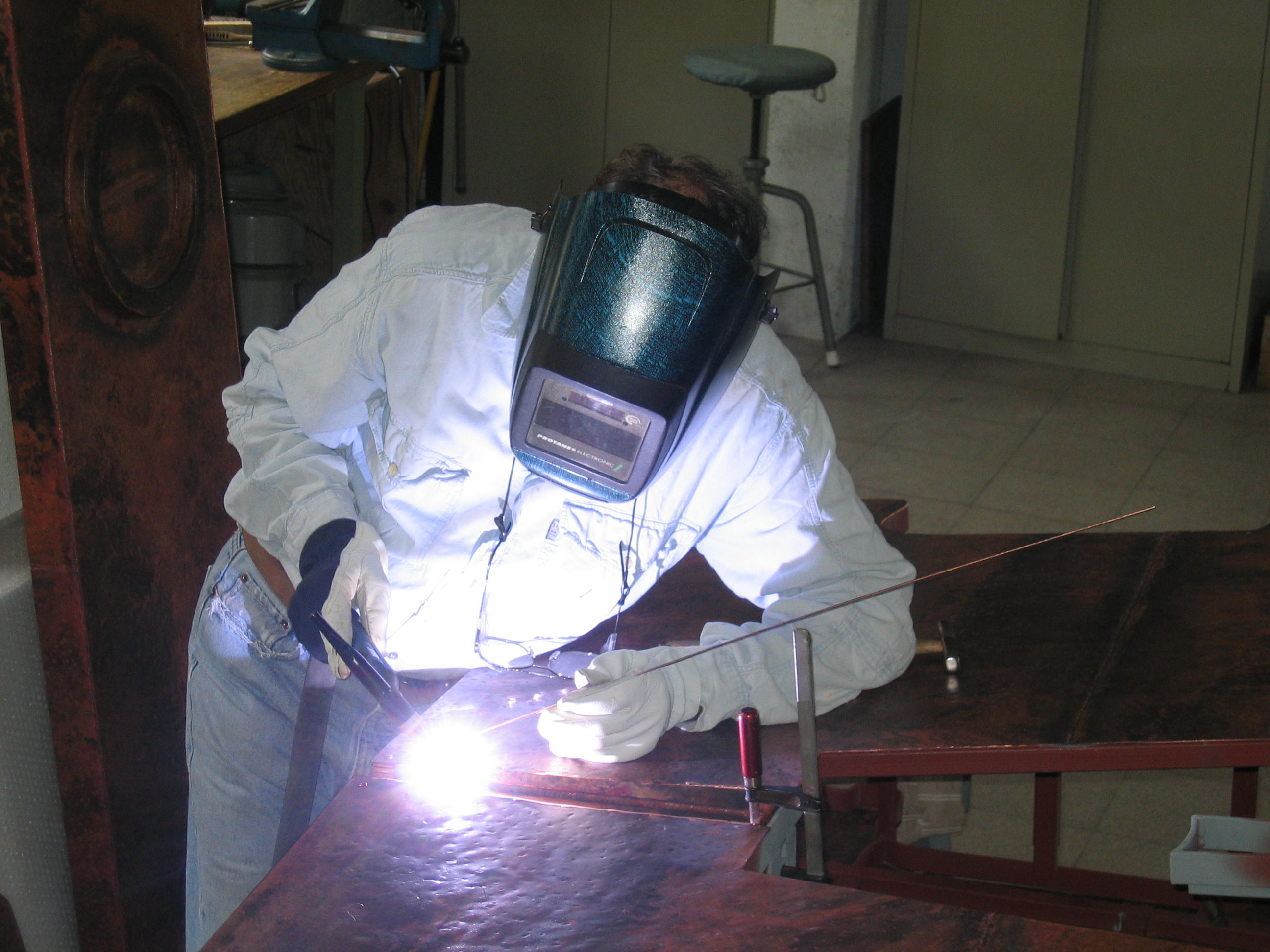

텅스텐 불활성 (TIG)용접으로도 알려진 가스 텅스텐 아크 용접(GTAW)은 용접을 생성하기 위하여 비소모식 텅스텐 전극을 사용한 아크 용접 공정이다. 용접 영역은 불활성 차폐 가스(아르곤 도는 헬륨)가 대기 오염으로부터 금속에 섞여 들어가는 것을 보호하고, 제살용접으로 알려진 일부 용접부가 필요하지 않더라도 충전재 금속인 용가재 일반적으로 사용된다. 정전류 용접 전원은 플라즈마로 알려진 이온화 가스와 금속 증기의 컬럼을 통해 아크에 걸쳐 이루어지는 전기 에너지를 생성한다. GTAW는 가장 일반적으로 스테인리스 스틸 및 알루미늄, 마그네슘, 구리 합금 등의 비철 금속의 박판을 용접하는데 사용된다.

## 작동

수동 가스 텅스텐 아크 용접은 용접기가 요구하는 조정 때문에 상대적으로 어려운 용접 방법이다. 토치 용접과 마찬가지로 GTAW는 일반적으로 두손이 필요하다. 대부분의 응용에서는 한손으로 용접 영역에 필러 금속을 수동으로 공급하고 다른 용접 토치를 조작해야하기 때문이다. 짧은 아크 길이를 유지하면서 전극과 작업물 사이의 접촉을 방지하는 것도 중요하다.
용접 아크를 타격하기 위해 고주파 발생기 (테슬라 코일과 비슷함)가 전기 불꽃을 제공한다. 이 스파크는 차폐 가스를 통과하는 용접 전류에 대한 전도성 경로이며 전극과 공작물이 분리되는 동안 아크가 발생할 수 있다. 일반적으로 아크는 약 1.5-3mm 떨어져 있다.
일반 아크가 타격을 받으면, 용접기는 토치를 작은 원으로 움직여서 용접 풀을 생성한다. 용접 풀의 크기는 전극의 크기와 전류의 양에 따라 다르다. 전극과 작업물 사이에 일정한 간격을 유지하면서, 토치를 약간 뒤로 이동하고 수직에서 약 10-15도 기울인다. 충전재 금속은 필요할 때 용접 풀의 선단에 수동으로 추가된다.
용접공은 종종 토치를 앞으로 움직이는 것과 충전재 금속을 추가하는 것 사이에서 빠르게 교대하는 기술을 개발한다. 충전재로드는 전극이 전진할 때마다 용접 풀에서 배출되지만, 용접 표면의 산화 및 용접 오염을 방지하기 위해 항상 가스 실드 내부에 유지된다. 알루미늄처럼 융융 온도가 낮은 금속으로 구성된 충전재로드가 가스 실드 내부에 머무르는 동안 작업자는 아크로부터 일정 거리를 유지해야 한다.

## 장비

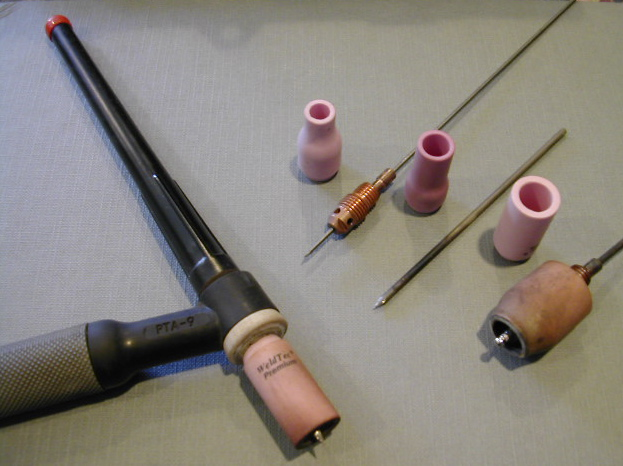

가스 텅스텐 아크 용접에 필요한 장비는 비 소모성 텅스텐 전극, 정전류 용접 전원 및 차폐 가스 공급원을 이용한 용접 토치를 포함한다.

### 용접 토치

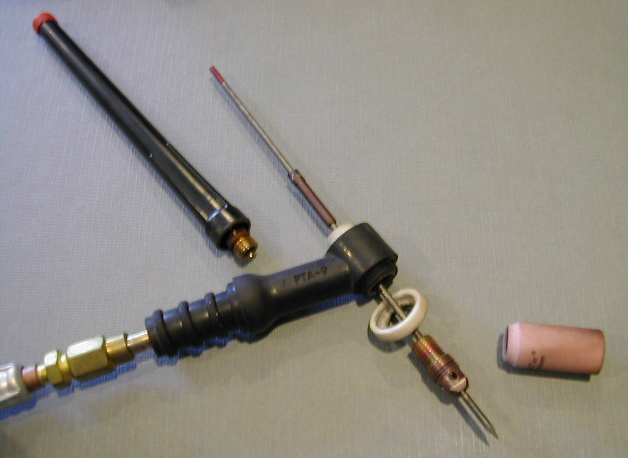

GTAW 용접 토치는 자동 또는 수동 작업을 위해 설계되었으며 공기 또는 물을 사용하는 냉각 시스템이 장착되어 있다. 자동 토치와 수동 토치는 구조가 비슷하지만 수동 토치에는 손잡이가 있고 자동 토치에는 일반적으로 장착 랙이 있다. 핸들의 중심선과 텅스텐 전극의 중심선 사이에서 각도는 운전자의 기호에 따라 일부 수동 토치에서 달라질수 있다. 공냉식 시스템은 저전류 작동 (최대 약 200암페어)에서 가장 많이 사용되는 반면 물 냉각은 고전류 용접 (최대 약 600 암페어)에 필요하다. 토치는 케이블로 전원 공급 장치에 연결되고 호스가 차폐 가스 공급원에 연결되면서 사용되는 곳에는 물 공급 장치가 연결된다.
토치의 내부 금속 부분은 구리 또는 황동의 단단한 합금으로 만들어져서 전류 및 열을 효과적으로 전달할 수 있다. 텅스텐 전극은 적절한 크기의 콜레트로 토치 중심에 단단히 고정해야 하며 전극 주위의 포트는 일정한 차폐 가스 흐름을 제공한다. 콜레트는 보유하고 있는 텅스텐 전극의 직경에 따라 크기가 결정된다. 토치의 몸체는 금속 성분을 덮는 내열성 단열 플라스틱으로 만들어져서 용접기를 보호하기 위해 열과 전기의 절연을 제공한다.
용접 토치 노즐의 크기는 원하는 차폐 영역의 양에 따라 달라진다. 가스 노즐의 크기는 전극의 직경, 접합부 구성 및 용접기로 접합부에 접근할 수 있는지 여부에 달려있다. 노즐의 내경은 적어도 전극 직경의 3배이지만, 엄격한 규칙은 없다. 용접기는 차폐 효과를 판단하고 필요에 따라 외부 가스 차폐로 보호되는 면적을 늘리기 위해 노즐 크기를 늘린다. 용접 전류를 제어하기 위한 핸드 스위치를 수동 GTAW 토치에 추가할 수 있다.

## 같이 보기
- 가스 금속 아크 용접
- 차폐 금속 아크 용접
- 산소 연료 용접 및 절단

## 참고 자료
- 《Welding handbook, welding process Part 1》. 플로리다주 마이애미: American Welding Society. 2004년. ISBN 0-87171-729-8.